# Blaasjesziekte
Blaasjesziekte of SVD (naar het Engelse Swine vesicular disease) is een virusziekte bij varkens. De symptomen van blaasjesziekte lijken, net als die van vesiculaire stomatitis (VS) veel op die van mond-en-klauwzeer (MKZ). Een groot verschil daarmee is dat blaasjesziekte alleen bij varkens voorkomt en de sterfte kans veel lager is. In praktijksituaties is onderscheid tussen de drie ziektes bijna niet mogelijk, daarom staat blaasjesziekte op de A-lijst van de Wereldorganisatie voor diergezondheid. Mensen worden nauwelijks besmet, de enige patiënten die bekend zijn werkten als laboratoriummedewerker met het virus.

## Ziekteverwekker
Het virus dat blaasjesziekte veroorzaakt is een (+)ssRNA-virus van het geslacht Enterovirus uit de Picornaviridae. Het blaasjesziektevirus is nauw verwant aan het human enterovirus coxsackie B5 en minder verwant aan de bestaande porcine enterovirusen. Het vermoeden bestaat dat het blaasjesziektevirus een variant is van een menselijk virus en dat varkens met het virus besmet zijn geraakt door het eten van menselijke uitwerpselen.

### Eigenschappen
- uitgeschakeld na 60 minuten op 58°C
- kan overleven bij temperaturen onder 0°C
- is stabiel bij een pH van 2.5 tot 12
- kan worden uitgeschakeld door verschillende ontsmettingsmiddelen.
- resistent tegen bereidingswijze als roken en fermentatie
- kan lange tijd in bereide producten overleven, meer dan 2 jaar.[1]

## Besmetting
Een besmet dier verspreidt het virus door opengebarsten blaasjes en via de mest. Besmetting vindt binnen een koppel dieren voornamelijk plaats door direct contact tussen zieke dieren en vatbare dieren. Besmetting van bedrijf naar bedrijf vindt veelal plaats door slecht schoongemaakte veewagens. Dieren kunnen dan in contact komen met mest waarin het virus zich bevindt. Een andere manier van besmetting van bedrijf naar bedrijf is door het voeren van dierlijke resten van zieke dieren aan dieren die vatbaar zijn voor blaasjesziekte.
De incubatietijd van blaasjesziekte varieert van 2-7 dagen. Het aantal dieren dat besmet wordt kan sterk variëren per stal. De ernst van de symptomen verschilt afhankelijk van de variant van het virus. Er zijn varianten waarbij de dieren geen enkel ziekteverschijnsel vertonen. Blaasjesziekte verloopt zelden dodelijk.

### Symptomen
- lichte stijging van lichaamstemperatuur (2-4°C)
- plotselinge kreupelheid van meerdere dieren in een toom dieren
- blaasjes rond de neus
- blaasjes tussen de klauwen
- herstel treedt op na 1 tot 4 weken.

## Verspreiding en Bestrijding
Er is regelmatig een uitbraak van blaasjesziekte in Europa. In Zuid-Italië heerst de ziekte zelfs continu. De laatste uitbraak van blaasjesziekte in Nederland was in 1994. De laatste uitbraak in Europa buiten Zuid-Italië was in 2007 in Portugal. Buiten Europa is de ziekte aangetoond in Hong Kong en Japan.
Het preventief vaccineren tegen blaasjesziekte is niet mogelijk omdat er geen vaccin beschikbaar is. Als de ziekte buiten Nederland uitbreekt wordt er een importverbod van levende varkens en varkensproducten uit de betreffende regio van kracht. Alle vrachtwagens voor varkensvervoer die de regio hebben aangedaan worden grondig ontsmet.
Veel varkensbedrijven in Nederland worden iedere vier maanden preventief gecontroleerd op aangifteplichtige dierziekten. Bij deze controles wordt er bloed afgetapt dat onder meer onderzocht wordt op antilichamen tegen blaasjesziekte. Wanneer besmette dieren op een bedrijf in Nederland worden gevonden worden alle dieren op het bedrijf geruimd en ook de dieren van bedrijven waarmee contact is geweest.